# Mario de Luna
Mario Humberto de Luna Saucedo (ur. 5 stycznia 1988 w Aguascalientes) – meksykański piłkarz występujący na pozycji środkowego obrońcy.

## Kariera klubowa
De Luna jest wychowankiem akademii juniorskiej klubu Chivas de Guadalajara. Do treningów pierwszej drużyny został włączony jako dziewiętnastolatek przez szkoleniowca José Manuela de la Torre i zadebiutował w niej w lipcu 2007 w meczu z amerykańskim FC Dallas (1:1) w rozgrywkach SuperLigi, jednak początkowo występował wyłącznie w drugoligowych rezerwach – CD Tapatío. W meksykańskiej Primera División zadebiutował dopiero za kadencji trenera Efraína Floresa, 9 listopada 2008 w przegranym 1:2 spotkaniu z Pueblą, lecz przez pierwsze dwa lata pełnił głównie rolę rezerwowego. W 2009 roku triumfował z Chivas w rozgrywkach kwalifikacyjnych do Copa Libertadores – InterLidze, zaś premierowego gola w najwyższej klasie rozgrywkowej strzelił 6 września 2009 w zremisowanej 2:2 konfrontacji z Pueblą. W 2010 dotarł natomiast do finału rozgrywek Copa Libertadores, bezpośrednio po tym zostając podstawowym stoperem zespołu. Po upływie półtora roku ponownie został jednak relegowany do roli rezerwowego.
Wiosną 2013 De Luna został wypożyczony do satelickiego klubu Chivas – amerykańskiego Chivas USA. W jego barwach 2 marca 2013 w przegranym 0:3 meczu z Columbus Crew zadebiutował w Major League Soccer, zaś jedyną bramkę strzelił 27 kwietnia tego samego roku w zremisowanym 2:2 pojedynku z San Jose Earthquakes. Ogółem w barwach Chivas USA grał przez rok jako podstawowy środkowy obrońca, nie odnosząc większych sukcesów, po czym udał się na wypożyczenie po raz kolejny, tym razem do ekipy Puebla FC. W jesiennym sezonie Apertura 2014 dotarł z nią do finału krajowego pucharu – Copa MX, zaś pół roku później, podczas wiosennego sezonu Clausura 2015, triumfował z Pueblą w tych rozgrywkach. W 2015 roku zdobył również superpuchar Meksyku – Supercopa MX, a ogółem w Puebli grał przez dwa lata, będąc jednak wyłącznie głębokim rezerwowym.
W styczniu 2016 De Luna, również na zasadzie wypożyczenia, zasilił drugoligowy Club Necaxa ze swojego rodzinnego miasta Aguascalientes. Tam od razu stworzył pewny duet stoperów z Marcosem Gonzálezem i już w pierwszym sezonie – Clausura 2016 – triumfował z Necaxą w rozgrywkach Ascenso MX, awansując do pierwszej ligi. Równocześnie dotarł również do finału pucharu Meksyku.

## Statystyki kariery
| Guadalajara | 2007–2008 | Meksyk            | Liga MX    | 0   | 0 | —  | — | SL            | 1  | 0 | 1   | 0 |
| Guadalajara | 2008–2009 | Meksyk            | Liga MX    | 2   | 0 | 4  | 0 | —             | —  | — | 6   | 0 |
| Guadalajara | 2009–2010 | Meksyk            | Liga MX    | 8   | 1 | —  | — | CL            | 7  | 0 | 15  | 1 |
| Guadalajara | 2010–2011 | Meksyk            | Liga MX    | 33  | 1 | —  | — | —             | —  | — | 33  | 1 |
| Guadalajara | 2011–2012 | Meksyk            | Liga MX    | 22  | 0 | —  | — | CL            | 2  | 0 | 24  | 0 |
| Guadalajara | 2012–2013 | Meksyk            | Liga MX    | 7   | 0 | —  | — | LMC           | 1  | 0 | 8   | 0 |
| Chivas USA  | 2013      | Stany Zjednoczone | MLS        | 30  | 1 | 2  | 0 | —             | —  | — | 32  | 1 |
| Puebla      | 2013–2014 | Meksyk            | Liga MX    | 6   | 1 | 6  | 0 | —             | —  | — | 12  | 1 |
| Puebla      | 2014–2015 | Meksyk            | Liga MX    | 5   | 0 | 18 | 1 | —             | —  | — | 23  | 1 |
| Puebla      | 2015–2016 | Meksyk            | Liga MX    | 5   | 0 | 6  | 0 | —             | —  | — | 11  | 0 |
| Necaxa      | 2015–2016 | Meksyk            | Ascenso MX | 18  | 1 | 3  | 0 | —             | —  | — | 22  | 1 |
| Necaxa      | 2016–2017 | Meksyk            | Liga MX    | 0   | 0 | —  | — | —             | —  | — | 0   | 0 |
| Ogółem      | Ogółem    | Ogółem            | Ogółem     | 136 | 5 | 39 | 1 | SL + CL + LMC | 11 | 0 | 186 | 6 |

- SL – SuperLiga
- CL – Copa Libertadores
- LMC – Liga Mistrzów CONCACAF